# Pyoverdine

Strukturformel von Pyoverdin C, CAS-Nummer:, Summenformel C_{56}H_{88}N_{18}O_{22}

Die Pyoverdine sind eine Gruppe von derzeit 60 bekannten fluoreszierenden Siderophoren und Oligopeptid-Antibiotika, die durch die gramnegativen Bakterien Pseudomonas aeruginosa und Pseudomonas fluorescens produziert werden.
Pyoverdine dienen in Pseudomonaden der Induktion von Virulenzfaktoren. Pyoverdine werden in drei Typen eingeteilt, jeder Pseudomonadenstamm produziert nur einen Typen. In Pseudomonas aeruginosa PAO1 sind 14 pvd Gene an der Synthese von Pyoveridine beteiligt.
Im Unterschied zu Enterobactinen sind Pyoverdine eisenbindende, nichtribosomale Peptide, die ein Dihydroxychinolin-Derivat enthalten. Die Struktur der Peptide unterscheidet sich zwischen unterschiedlichen Pseudomonaden, und mehr als 40 Strukturen sind beschrieben worden. Der eigentliche Chromophor (1S)-5-Amino-2,3-dihydro-8,9-dihydroxy-1H-pyrimido[1,2-a]-chinolin-1-carboxylsäure ist dagegen derselbe, mit der Ausnahme des Azobaktin von Azotobacter vinelandii, welches einen weiteren Harnstoffring enthält.
| Der Aminosäuren Dreibuchstabencode ist zusammen mit den Abkürzungen Q=Chromophor, Dxxx=D-Aminosäure, aThr=allo-Threonin, c=zyklische Struktur, cOHOrn=cyclo-Hydroxyornithin, Dab=Diaminbuttersäure, Ac=Acetylgruppe, Fo=Formylgruppe OH=Hydroxygruppe, OHAsn=β-Hydroxyasparaginsäure aufgeführt. |            |                                                           |        |
| Pseudomonadenart | Stamm      | Struktur der Peptidkette des Pyoverdin                    | Quelle |
| P. aeruginosa | ATCC15692  | Q-DSer-Arg-DSer-FoOHOrn-c(Lys-FoOHOrn-Thr-Thr)            | [ 6 ]  |
| P. aeruginosa | ATCC27853  | Q-DSer-FoOHDOrn-Orn-Gly-aDThr-Ser-cOHOrn                  | [ 6 ]  |
| P. aeruginosa | Pa6        | Q-DSer-Dab-FoOHOrn-Gln-DGln-FoOHDOrn-Gly                  | [ 6 ]  |
| P. chlororaphis | ATCC9446   | Q-DSer-Lys-Gly-FoOHOrn-c(Lys-FoOHDOrn-Ser)                | [ 6 ]  |
| P. fluorescens bv.I | ATCC13525  | Q-DSer-Lys-Gly-FoOHOrn-c(Lys-FoOHDOrn-Ser)                | [ 6 ]  |
| P. fluorescens bv.I | 9AW        | Q-DSer-Lys-OHHis-aDThr-Ser-cOHOrn                         | [ 6 ]  |
| P. fluorescens bv.III | ATCC17400  | Q-DAla-DLys-Gly-Gly-OHAsp-DGln/Dab-Ser-DAla-cOHOrn        | [ 6 ]  |
| P. fluorescens bv.V | 51W        | Q-DAla-DLys-Gly-Gly-OHDAsp-DGln-DSer-Ala-Gly-aDThr-cOHOrn | [ 6 ]  |
| P. fluorescens bv.V | 1W         | Q-DSer-Lys-Gly-FoOHOrn-c(Lys-FoOHDOrn-Ser)                | [ 6 ]  |
| P. fluorescens bv.V | 10CW       | Q-DSer-Lys-Gly-FoOHOrn-c(Lys-FoOHDOrn-Ser)                | [ 6 ]  |
| P. fluorescens bv.VI | PL7        | Q-DSer-AcOHDOrn-Ala-Gly-aDThr-Ala-cOHOrn                  | [ 6 ]  |
| P. fluorescens bv.VI | PL8        | Q-DLys-AcOHDOrn-Ala-Gly-aDThr-Ser-cOHOrn                  | [ 6 ]  |
| P. fluorescens | 1.3        | Q-DAla-DLys-Gly-Gly-OHAsp-DGln/Dab-Gly-Ser-cOHOrn         | [ 6 ]  |
| P. fluorescens | 18.1       | Q-DSer-Lys-Gly-FoOHOrn-Ser-DSer-Gly-c(Lys-FoOHDOrn-Ser)   | [ 6 ]  |
| P. fluorescens | CCM 2798   | Q-Ser-Dab-Gly-Ser-OHDAsp-Ala-Gly-DAla-Gly-cOHOrn          | [ 6 ]  |
| P. fluorescens | CFBP 2392  | Q-DLys-AcOHDOrn-Gly-aDThr-Thr-Gln-Gly-DSer-cOHOrn         | [ 6 ]  |
| P. fluorescens | CHA0       | Q-Asp-FoOHDOrn-Lys-c(Thr-Ala-Ala-FoOHDOrn-Lys)            | [ 6 ]  |
| P. putida bv. B | 9BW        | Q-DSer-Lys-OHHis-aDThr-Ser-cOHOrn                         | [ 6 ]  |
| P. putida | CFBP 2461  | Q-Asp-Lys-OHDAsp-Ser-aDThr-Ala-Thr-DLys-cOHOrn            | [ 6 ]  |
| P. tolaasii | NCPPB 2192 | Q-DSer-Lys-Ser-DSer-Thr-Ser-AcOHOrn-Thr-DSer-cOHDOrn      | [ 6 ]  |
| P. taiwanensis | VLB120     | Q-Orn-Asp-OHAsn-Thr-AcOHOrn-Ser-cOHOrn                    | [ 7 ]  |